# Dicranella mayebarae
Dicranella mayebarae là một loài Rêu trong họ Dicranaceae. Loài này được (Sakurai) Matsui & Z. Iwats. mô tả khoa học đầu tiên năm 1990.